# Kenneth Nowakowski
Pour les articles homonymes, voir Nowakowski.
Kenneth Anthony Adam Nowakowski (né le 16 mai 1958 à North Battleford en Saskatchewan) est un prélat canadien de l'Église grecque-catholique ukrainienne. Il est l'éparque de l'éparchie de la Sainte-Famille de Londres des Ukrainiens depuis 2020 après avoir été pendant plus de douze ans à la tête de l'éparchie de New Westminster en Colombie-Britannique.

## Biographie
Kenneth Anthony Adam Nowakowski est né le 16 mai 1958 à North Battleford en Saskatchewan. Il fut ordonné prêtre le 19 août 1989 en la cathédrale de Saint-Georges à Saskatoon pour l'éparchie de Saskatoon de l'Église grecque-catholique ukrainienne en Saskatchewan. Il fut nommé éparque de l'éparchie de New Westminster en Colombie-Britannique le 1er juin 2007 et consacré évêque le 24 juillet de la même année à Vancouver en Colombie-Britannique par Mgr Basil Filevich (de), éparque de Saskatoon.
Le 20 janvier 2020 il est transféré à la tête de l'Éparchie de la Sainte-Famille, à Londres. 